# Jablance (gmina Kostanjevica na Krki)
Jablance – wieś w Słowenii, w gminie Kostanjevica na Krki. W 2018 roku liczyła 56 mieszkańców.